# برندورف بای سالتسبورگ
برندورف بای سالتسبورگ (به آلمانی: Berndorf bei Salzburg) یک منطقهٔ مسکونی در اتریش است که در ناحیه زالتسبورگ-اومگه‌بونگ واقع شده‌است. برندورف بای سالتسبورگ ۱۴٫۵ کیلومتر مربع مساحت دارد ۵۴۸ متر بالاتر از سطح دریا واقع شده‌است.